# Juanita Millender-McDonald
Juanita Millender-McDonald (Birmingham, 7 settembre 1938 – Carson, 22 aprile 2007) è stata una politica statunitense, membro della Camera dei Rappresentanti per lo stato della California dal 1996 al 2007.

## Biografia
Nata a Birmingham, in Alabama, la Millender si laureò alla University of Southern California e lavorò per alcuni anni come insegnante.
Dopo l'adesione al Partito Democratico, fu eletta tra le file del consiglio comunale di Carson e nel 1996, dopo le dimissioni del deputato Walter R. Tucker III (accusato di corruzione), venne eletta alla Camera dei Rappresentanti.
Al Congresso fu molto attiva nella difesa dei diritti umani e fu rieletta cinque volte con elevate percentuali di voto. Nell'aprile del 2007 tuttavia la Millender morì per via di un cancro al colon che la affliggeva da qualche tempo.
Il suo seggio venne poi occupato dalla compagna di partito Laura Richardson.